# کامپوس
کامپوس (به لاتین: Kampos, Cyprus) یک منطقهٔ مسکونی در قبرس است که در ناحیه نیکوزیا واقع در جنگل پافوس است.

## خصوصیات
کامپوس  ۴۲۶ نفر جمعیت دارد.